# Spiralwärmeübertrager

Querschnitt durch einen Spiralwärmeübertrager, schematisch. Das heiße Medium 1 wärmt das in Gegenrichtung strömende kalte Medium 2 (bzw. Medium 2 kühlt Medium 1 ab)

Ein Spiralwärmeübertrager, oft auch Spiralwärmetauscher genannt, ist ein einfach und preiswert herstellbarer Wärmeübertrager. Er wird in der Heizungs- und Klimatechnik sowie im Anlagenbau sowohl für Flüssigkeiten als auch für gasförmige Medien eingesetzt.
Er wird gefertigt, indem ein längliches rechteckiges Blech längs auf etwa die halbe Länge zusammengefaltet und dann von der Falzstelle beginnend, zu einer Spirale aufgewickelt wird. Wenn durch bestimmte Maßnahmen beim Wickeln garantiert ist, dass zwischen den Blechstreifen Platz verbleibt, entstehen zwei voneinander getrennte Räume, die spiralförmig ineinander gewickelt sind, jedoch stirnseitig noch offen sind.
Die Stirnseiten des aufgewickelten Blechs werden durch Schweißen verschlossen oder es werden andersartig zwei abgedichtete runde Spanndeckel beispielsweise durch Zuganker und Dichtungen angebracht. Zudem werden vier Anschlüsse angebracht, durch die die beiden Medien ein- und austreten (2 Anschlüsse an der Falzstelle und 2 Anschlüsse am Spiralenende). Diese Anschlüsse können auch in den Spanndeckeln sein. Spiralübertrager werden normalerweise als Gegenstromwärmeübertrager betrieben.
Spiralwärmeübertrager sind:
| Vorteile | Nachteile |
| --- | --- |
| einfach in der Herstellung, da sie nur aus einem einzigen Teil bestehen, von Boden, Deckel und Anschlüssen abgesehen | aufgrund der walzenförmigen Bauform schlecht zu befestigen                                                             |
| unempfindlich gegen Verschmutzung, weil das Medium den kompletten Querschnitt durchfließt und es im Gegensatz zu Rohrbündel- und Plattenwärmetauschern keine internen Verzweigungen gibt, in denen sich aufgrund geringerer Strömungsgeschwindigkeiten Verschmutzungen absetzen könnten. | nicht für große Temperaturunterschiede der Medien geeignet, da das aufgerollte Blech sich stark ausdehnt/zusammenzieht |
| | wegen der Dichtungen nicht für aggressive Medien geeignet                                                              |
| | bauartbedingt nicht bei großen Drücken verwendbar                                                                      |